# 施瓦巴赫河 (雷德尼茨河支流)
49°20′28.7″N 11°3′19.5″E / 49.341306°N 11.055417°E

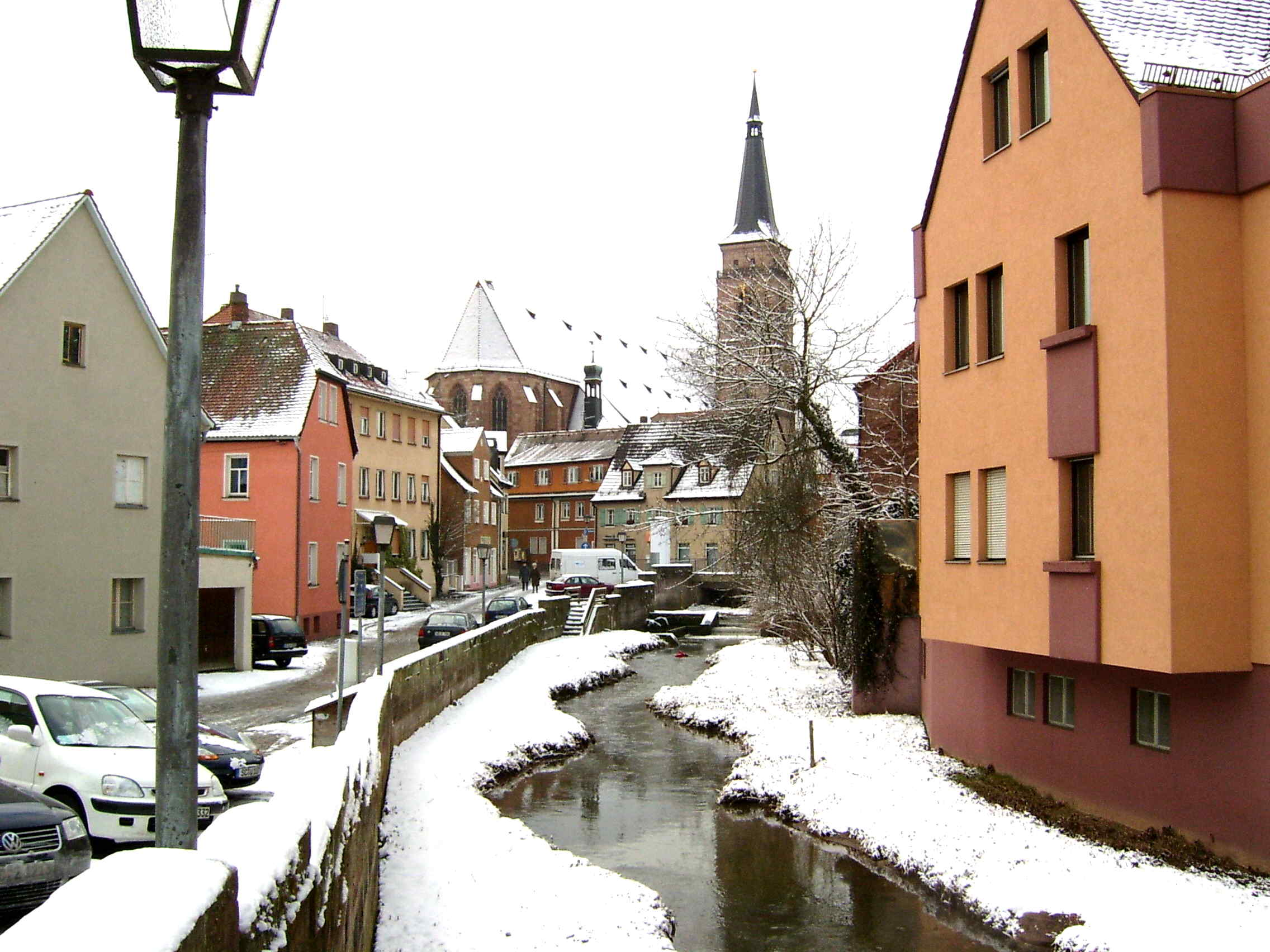

施瓦巴赫河是德國的河流，位於該國東南部，由巴伐利亞負責管轄，屬於雷德尼茨河的左支流，河道全長23公里，流域面積108平方公里。